# Indice de George
Pour les articles homonymes, voir K et Indice Kp.
L’indice de George (K) est l’un des indices de stabilité de l'air qui donne une indication sur la fréquence des  orages dans une masse d’air donnée et non leur intensité. L'indice K utilise le taux de refroidissement des températures entre les niveaux 850 hPa et 500 hPa, la teneur en vapeur d'eau selon la mesure du point de rosée à 850 hPa et l'épaisseur de la couche humide (dépression du point de rosée) à 700 hPa.

## Définition
Cet indice a été développé par Joseph J. George, un météorologue américain, et publié en 1960 dans l’ouvrage Weather Forecasting for Aeronautics. Il est assez semblable à l'indice total-total et mesure le risque orageux à partir d'une série d'informations sur la température verticale, sur l'apport d'humidité près du sol et l'apport d'air sec en altitude.
Cet indice est défini comme suit : 
{\displaystyle K=(T_{850}-T_{500})+T_{d_{850}}-(T_{700}-T_{d_{700}})}
où :
{\displaystyle T_{d_{850}}}  = point de rosée à 850 hPa
{\displaystyle T_{850}}  = Température à 850 hPa
{\displaystyle T_{500}}  = Température à 500 hPa

## Interprétation
Comme l'indice K est relié à la probabilité d'occurrence d'un orage. Il a été conçu pour que la Probabilité = 4 x (K - 15), ce qui donne le tableau d’interprétation suivant :
| Indice K (°C) | Probabilité d'orages (%) | Fréquence des orages |
| ------------- | ------------------------ | -------------------- |
| Moins de 15   | 0                        | aucun                |
| 15 - 20       | 20                       | peu probables        |
| 20 - 25       | 20 - 40                  | isolés               |
| 25 - 30       | 40 - 60                  | dispersés            |
| 30 - 35       | 60 - 80                  | nombreux             |
| Plus de 35    | 100                      | généralisés          |

## Utilisation
D'après l'équation, vous remarquerez que George a suggéré que la présence d'air sec à 700 hPa était défavorable au développement d’orages. En effet, plus l’air est sec à ce niveau et plus le terme « {\displaystyle \scriptstyle -(T_{700}-T_{d_{700}})} » est grand ce qui diminue la valeur de K. Cependant, la présence d'air sec aux niveaux moyens est une condition nécessaire pour provoquer l'accélération des courants descendants dans les orages violents avec rafales descendantes.
D’un autre côté, l’utilisation du point de rosée à 850 hPa augmente la valeur de K ce qui est proportionnel à l’humidité contenue dans le nuage créé et donc indique son potentiel de pluie torrentielle sous orage. Une valeur de 35 ou plus donnant de nombreux orages passant dans le même secteur, selon la circulation atmosphérique, peut résulter en des inondations locales.
Il faut donc se rappeler les limites d'utilisation de l'indice K : il s’agit d’un prédicteur utile pour la probabilité de  formation d’orages mais pas en général pour les orages violents sauf pour ceux à forte pluviosité. 

### Limitations
Tout comme pour l'indice Total-Total, l'indice de George (K) dépend du type de masse d'air, comme c'est le cas pour tous les indices qui ne tiennent pas compte de l'énergie totale libérée au cours de l'ascension de la particule. Cet indice est efficace dans le cas de masses d'air plus chaud, comme les masses maritimes polaires ou tropicales; toutefois, en présence de masses d'air plus froid, on obtient des valeurs qui surestiment le potentiel convectif. 
George a suggéré des modifications au résultat fondé sur la configuration des vents en dessous de 700 hPa. Cela montre qu'il est nécessaire d'évaluer l'indice en termes de configuration actuelle du temps, ce qui vaut pour tous les indices de stabilité.